# Svenskt Travderby 2016
Svenskt Travderby 2016 var den 89:e upplagan av Svenskt Travderby, som gick av stapeln söndagen den 4 september 2016 på Jägersro i Malmö i Skåne län. Uttagningsloppen till finalen ägde rum den 24 augusti 2016 på Jägersro.
Finalen vanns av loppets förhandsfavorit Readly Express, körd av Jorma Kontio och tränad av Timo Nurmos. På andraplats kom Heavy Sound och på tredjeplats Day or Night In.
Inför finalen var Readly Express spelad till storfavorit med vinnaroddset 1,35. Detta är det fjärde största favoritskapet genom tiderna i en Derbyfinal och det största favoritskapet sedan 1980 års upplaga, då Sören Nordins Mustard var spelad till 1,35.

## Upplägg och genomförande
I Svenskt Travderby deltar fyraåriga, svenskfödda varmblodiga travhästar. Kvalet till finalen görs drygt en vecka före via sex uttagningslopp, där de tolv travare som kommer på första- respektive andraplats i varje heat går vidare till finalen. Desto bättre placering i uttagningsloppet, desto tidigare får hästens tränare välja startspår inför finalen. Distansen i samtliga lopp är 2 640 meter med autostart. Den vinnande kusken och hästens ägare får traditionsenligt en gul derbykavaj i vinnarcirkeln.

## Finalen
| P  | S  | Häst            | Kusk                 | Tränare            | Land    | Odds  | Tid    |
| -- | -- | --------------- | -------------------- | ------------------ | ------- | ----- | ------ |
| 1  | 5  | Readly Express  | Jorma Kontio         | Timo Nurmos        | Sverige | 1,35  | 1.12,7 |
| 2  | 2  | Heavy Sound     | Kenneth Haugstad     | Roger Walmann      | Sverige | 17,5  | 1.12,8 |
| 3  | 6  | Day or Night In | Johan Untersteiner   | Johan Untersteiner | Sverige | 24,6  | 1.12,9 |
| 4  | 11 | Zoko Lane       | Thomas Uhrberg       | Roger Persson      | Sverige | 55,5  | 1.12,9 |
| 5  | 9  | Cupido Sisu     | Per Lennartsson      | Petri Salmela      | Sverige | 130,9 | 1.13,1 |
| 6  | 8  | Pasithea Face   | Lutfi Kolgjini       | Lutfi Kolgjini     | Sverige | 17,8  | 1.13,1 |
| 7  | 3  | Isor Håleryd    | Peter Untersteiner   | Peter Untersteiner | Sverige | 5,7   | 1.13,2 |
| 8  | 12 | Farzad Boko     | Roger Malmqvist      | Roger Malmqvist    | Sverige | 55,3  | 1.13,3 |
| 9  | 1  | Pajas Face      | Christoffer Eriksson | Lars I. Nilsson    | Sverige | 38,4  | 1.13,3 |
| 10 | 7  | Angle of Attack | Robert Bergh         | Robert Bergh       | Sverige | 156,7 | 1.13,9 |
| 11 | 4  | Ceasar Sisu     | Örjan Kihlström      | Timo Nurmos        | Sverige | 10,9  | 1.14,2 |
| 12 | 10 | Gijon           | Erik Adielsson       | Johan Untersteiner | Sverige | 56,3  | ug     |